# Catherine Taber
Catherine Taber, anche citata come Cat Taber (30 dicembre 1979), è un'attrice statunitense che ha recitato in diversi film, serie televisive e ha prestato la propria voce per alcuni videogiochi.
È conosciuta per aver prestato la voce al personaggio di Padmé Amidala nella serie animata Star Wars: The Clone Wars, a Mission Vao nel popolare gioco Star Wars: Knights of the Old Republic uscito nel 2003 e a Lori Loud nella serie animata A casa dei Loud.

## Filmografia parziale
- Adam si sposa  (1997)
- Pariah, regia di Randolph Kret (1998)
- The Girls' Room (2000)
- Star Wars: Knights of the Old Republic - videogioco (2003) - voce
- The Bard's Tale - videogioco (2004) - voce
- Se solo fosse vero (2005)
- Star Wars: The Force Unleashed - videogioco (2008) - voce
- Star Wars: The Clone Wars (2008) - voce
- Star Wars: The Clone Wars (2008-2014, 2020) - voce
- Star Wars Rebels - serie TV (2016) - voce
- Star Wars: Forces of Destiny - serie TV (2017-2018) - voce

## Doppiatrici italiane
- Jolanda Granato in A casa dei Loud e in A casa dei Loud: Il film
- Tania De Domenico in Natale a casa dei Loud